# Eland de Derby
L'eland de Derby (Taurotragus derbianus) és un antílop africà del gènere Taurotragus, descrita el 1847 per John Edward Gray. L'eland de Derby és l'espècie més grossa d'antílop, amb un cos d'entre 220 i 290 cm de llargada. L'espècie té dues subespècies: T. d. derbianus and T. d. gigas.
Com a herbívor, l'eland de Derby menja herbes, fulles i branques. Normalment formen petits ramats d'entre 15 i 25 membres, amb mascles i femelles. Els elands de Derby no són territorials, i tenen grans espais vitals. Els elands de Derby són prudents, cosa que fa que sigui difícil d'apropar-s'hi i observar-los. Poden córrer a velocitats de fins a 70 km/h, i utilitzen aquesta velocitat com a defensa contra els seus depredadors. L'aparellament ocorre durant tot l'any, però el pic es troba a l'estació humida. Habiten sabanes extenses amb molta vegetació, boscos esclarissats i clarianes.
L'eland de Derby habita Camerun, República Centreafricana, el Txad, la República Democràtica del Congo, Guinea, Mali, el Senegal i Sudan del Sud. Actualment ja no se'n troben exemplars a Gàmbia, Ghana, Costa d'Ivori i Togo. També hi ha possible presència a Nigèria, Guinea Bissau i Uganda. Les diferents subespècies tenen diferents estats de conservació segons la Unió Internacional per a la Conservació de la Natura (UICN).

## Etimologia
El nom científic de l'eland de Derby és Taurotragus derbianus, el qual deriva de tres paraules: tauros, tragos i derbianus. Tauros, en grec, significa toro o bou. Tragos significa boc en grec, i es refereix a la tofa de cabell que creix a l'orella de l'eland, la qual recorda a la barba de les cabres.
Es va anomenar l'espècie en honor d'Edward Smith-Stanley, 13è Comte de Derby. Fou gràcies als seus esforços la primera introducció d'un eland de Derby a Anglaterra entre 1835 i 1851. Derby envià al botànic Joseph Burke a capturar animals, vius i morts, de Sud-àfrica pel seu museu i menagerie. Els primers elands introduïts a Anglaterra eren un parell d'elands comuns, els quals més tard foren identificats com a elands de Derby. Es van gravar els detalls en l'obra impresa privada de Smith-Stanley, Cleanings from the Menagerie at Knowsley Hall. El nom llatí indica que "pertanyia" (donat pel sufix -anus) a Derby, així sent derbianus.
En anglès, l'eland de Derby es coneix com a "giant eland" (eland gegant). L'adjectiu gegant es refereix a les grosses banyes que té, ja que en mida, l'eland de Derby és poc més gran que l'eland comú. El nom 'eland' és la paraula neerlandesa per ant. En lituà, la paraula élnis (ant) també s'assembla al mot eland. Aquests mots provenien del mot francès ellan en els 1610 o elend (en alemany).

## Taxonomia

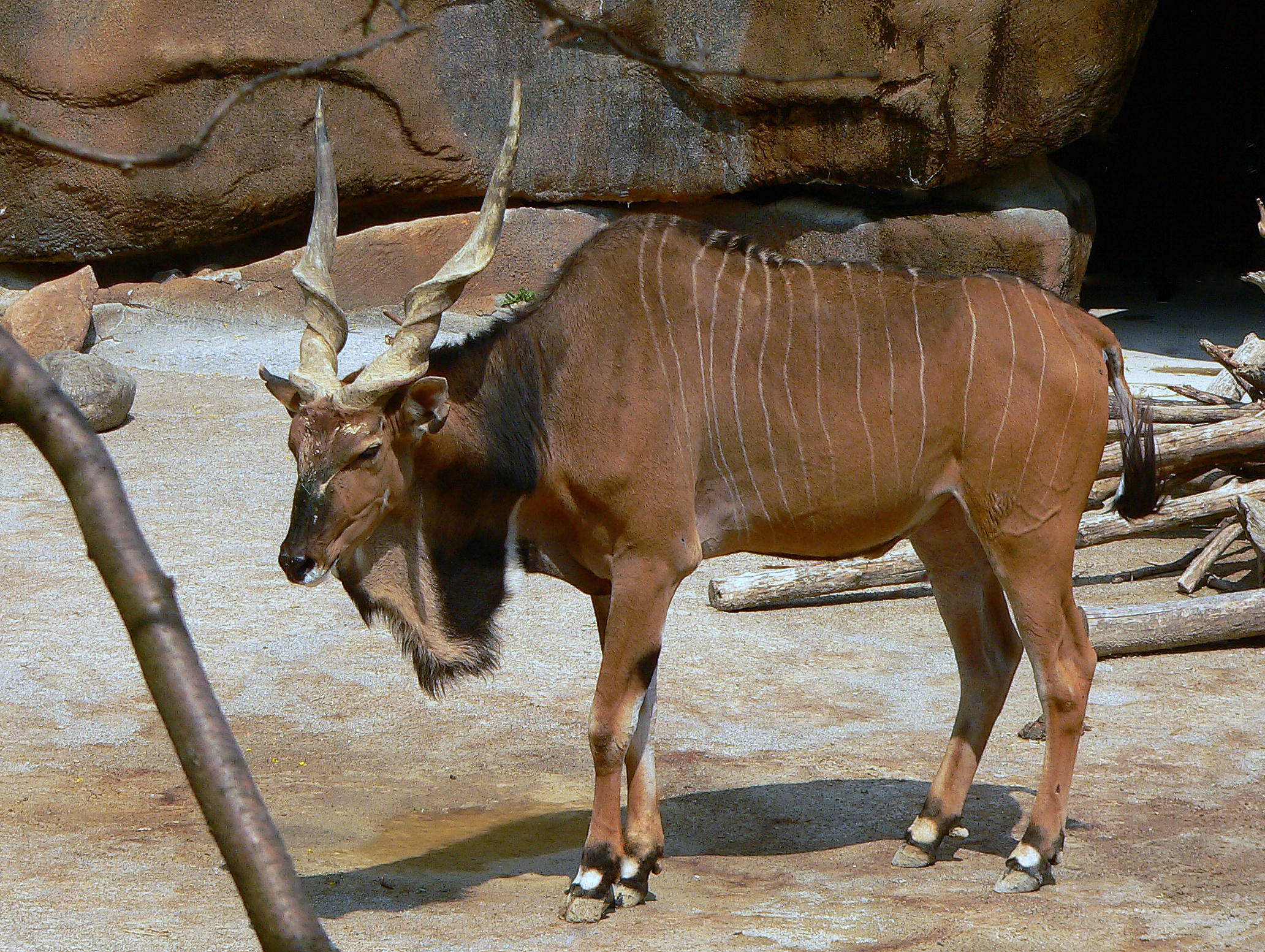
Subespècie T. d. gigas al Zoo de Cincinnati

L'eland de Derby fou descrit el 1847 per John Edward Gray, un zoòleg britànic, el qual el va anomenar Boselaphus derbianus. En aquell moment, també se'l coneixia com a "eland de coll negre" i Gingi-ganga.
L'eland de Derby forma part del gènere Taurotragus de la família Bovidae. Els elands de Derby de vegades també es consideren del gènere en base Tragelaphus a la filogènia molecular, però quasi sempre es categoritzen dins de Taurotragus, juntament amb l'eland comú (T. oryx). L'eland de Derby i l'eland comú són els únics antílops dins de la tribu Tragelaphini que tenen un nom comú diferent de Tragelaphus. Tot i que alguns autors, com Theodor Haltenorth, consideren l'eland de Derby coespecífic amb l'eland comú, sovint es consideren dues espècies diferents.
S'han reconegut dues subespècies de l'eland de Derby:
- T. d. derbianus J. E. Gray, 1847 – eland de Derby occidental, trobat a l'Àfrica occidental, particularment del Senegal a Mali
- T. d. gigas Heuglin, 1863 – eland de Derby oriental, trobat del centre a l'est d'Àfrica, particularment de Camerun a Sudan del Sud